# Сухопутні походи запорозьких козаків
Сухопутні походи козаків — походи запорозьких козаків сухопутними шляхами на терени ворога, часто у степу. Відбувались у різні сусідні країни, такі як Кримське ханство, Молдова, Московія, Османське царство і Польщу.
Українське козацтво, як суспільний стан було потужною недержавною силою руського народу, яка здатна була вести масштабні війни та воєнні акції , граючи велику роль у міжнародній політиці в Європі.

## Причини
У 16 століття Руська земля, або ж Україна, дедалі активніше піддавалася постійним нападам й набігам татар з Кримського ханства, що припинило бути союзником Великого князівства Литовсько-Руського за кілька десятиліть до того. Татари у своїх походах здебільшого займалися людоловством, масово продаючи полонених до Османської держави, свого сюзерена, на ринках Причорномор'я. Таким чином живилась економіка напівкочової держави кримчаків.
Політика уряду Ягеллонів щодо мусульманських сусідів була стриманою: побоювання війни із могутніми та експансіоністськими османами (які водночас були торговими партнерами), а також постійні труднощі зі збором коштів парламентом на утримування ефективного, крупного війська – унеможливлювали докорінне вирішення кримської проблеми шляхом знищення чи підкорення ханства. 
Русини, перебуваючи у стані майже перманентної, "неофіційної" війни, під регулярною загрозою нападу мусили вести боротьбу проти ворога. Саме в цей час відбувається формування козацтва як окремої військової сили та соціального явища. Мешканці, шляхта та старости руських воєводств самостійно організовували систематичні військові дії проти мусульманських сусідів, активно переходячи до наступальних кампаній з мовчазної згоди, або й всупереч позиції вищого уряду. Таким чином козацтво стало дедалі виконувати водночас дві функції: убезпечення своїх земель та роль хрестоносців у протидії мусульманській політиці в Східній Європі.

## Організація походів
Організація походів відбувалася переважно навесні. Це було пов'язано з появою зеленої рослинності, яка забезпечувала природній маскувальний ефект. Саме весною збільшувалася кількість козаків користуючись з новачків, втікачів з усієї України. Організація походу розпочиналася з салютування гарматами які знаходилися на Січі. Подальші дії передбачали відправлення посланців в усі кінці запорозьких вольностей.
За характером походи можна класифікувати як оборонні та наступальні. У разі першого — відбити напад, заволодіти здобиччю — збір козаків відбувався дуже швидко. У разі наступального походу, який планувався як широкомасштабна військова кампанія, запорозькі козаки використовували допомогу козаків з України. Запорозька старшина направляла посланців до українських міст з метою завербувати якомога більше осіб для участі у поході. Такі дії вербувальники здійснювали переважно на базарах і ярмарках. Вони вилазили на вози й голосно гукали:
Хто хоче бути посадженим на палю, хто хоче бути четвертованим, колесованим, хто готовий зазнати всіляких мук за святий Хрест, хто не боїться смерті — приставай до нас!.
Така агітаційна робота давала позитивний результат. Надалі організаційні дії переносилися на Запорозьку Січ, де старшина скликала козацьку раду, яка визначала особливості планування самого походу. Після цього козаки розпускалися по куренях, слободах, зимівниках з метою забезпечення зброєю, продовольством, підготовкою возів та коней. Якщо всі організаційні моменти були виконані, козаки переходили до здійснення походу.

## Підготовка
Військо козаків поділялося на піхоту, кінноту та артилерію. Козацька піхота була відома своєю майстерністю у Європі. Цей вид війська шикувався у три шеренги. Перша — стріляла, друга — подавала, третя — заряджала рушниці. Піхота була більш численна за кінноту. Під час походів кіннота шикувалась півколом, так званою «лавою», що дозволяло атакувати ворога не лише по лінії фронту, а й з флангів. Зброєю козаків були: шаблі, списи, мушкети, пістолі, рушниці, бойові молоти, якірці, рогульки. Під час заряджання вогнепальної зброї козаків прикривали лучники. Лук стріляв набагато швидше за тогочасну рушницю.
Уся вогнепальна й холодна зброя, вживана козаками, була частково власного виробу, а частково — чужого. Холодну зброю найчастіше виготовляли в Січі… Немало було в запорожців і рухомих гармат
У кожного козака була сокира, лопата, коса, мотузки. Це спорядження використовували під час будівництва укріплень. Перевозили даний реманент, а також продукти, боєприпаси, фураж, поранених на возах. Гармати везли на окремих возах. До походу готувалися :ковалі, кашовари, слюсарі, тобто всі ті хто мав забезпечувати потреби війська.
Для орієнтування на місцевості використовували нюрнберзький квадрат, що був замінником компаса.

## Тактика
Козацьке військо мало власний похідний порядок, який відповідав всім нормам тогочасної військової системи. Попереду всіх рухався хорунжий із козацьким прапором. За ним виступав кошовий отаман.На Січі на час походу за головного залишався наказний отаман. Козацький розвідувальний загін рухався першим. За ним кіннота. За передовим загоном на віддалі 11- 15 кілометрів йшли основні сили. В усі боки від табору були направлені дозори сторожової охорони. Тактична розвідка мала зустріти або наздогнати противника, використовуючи шлях розвідки боєм, зупинити його, або затримати до підходу основних сил. Таку тактичну розвідку використовував Б. Хмельницький у битвах на Жовтих Водах та під Корсунем (1648 р.).
Під час походу козаки намагалися якомога довше лишатися непоміченими. Під забороною для козаків було: розпалювати багаття, палити люльки. Розмовляти дозволялося напівпошепки. Конячі морди замотували ременями, мотузками, хустинами. У центрі бойового порядку була кіннота, вишикувана у три- чотири шеренги. По флангах розміщувалася піхота. Легкі гармати ставили між окремими піхотними підрозділами.
Щодо способу ведення війни на суходолі, то козаки ліпші піхотинці, ніж кіннотники;вони витривалі й невтомні, підкоряються своїм керівникам з надзвичайною вправністю виконують земляні роботи та укріплюються не лише за допомогою шанців, а також використовують вози на марші. Вони такі сильні за цими пересувними укріпленнями, конче потрібними на безлюдних степах, де раз у раз наскакують татари, що тисяча козаків, захищена так, чинить опір тисячам невірних, які зовсім не злазять з коней і яких затримує будь-який рів чи найменша перепона…
Дуже часто під час сухопутних походів козаки використовували бойовий прийом табір. Його застосовували як для просування війська, так і для наступу чи
оборони. Він мав форму прямокутника. Табір створювали з кількох рядів возів, скріплених залізними ланцюгами колесо до колеса. Голоблі підіймали вгору. Всередині між возами утворювався укріплений простір, який був схожий на неприступну фортецю. По кутах ставили гармати, таким чином, піхота була повністю укріплена. Іноді навколо табору запорожці робили рови, вали, вовчі ями.
Саме завдяки чітко врегульованій тактиці, походи запорожців закінчувалися перемогами.